# 武汉轨道交通11号线
武汉轨道交通11号线是武汉城市圈一条穿越长江的轨道交通线路，全线东起鄂州市华容区葛店镇，西至武汉市蔡甸区中法生态城。11号线东段一期于2018年10月1日投入运营，三期葛店段于2021年1月2日投入运营，东段二期及三期武昌段于2024年12月27日投入运营。

## 线路概况
武汉市于2013年启动了新一轮轨道交通线网规划修编工作，提出了新的武汉市远景城市轨道交通发展目标和规划方案，根据武汉市远景轨道交通线网规划，在线网规划的基础上，武汉市编制完成了《武汉市城市轨道交通近期建设规划（2014-2020年）》。近期建设规划（2014-2020）对线网中的蔡甸线、4号线、11号线、29号线重新进行了梳理，形成了新的11号线。11号线西起中法生态城，东至左岭，连接了中法生态城、四新城市副中心、武昌火车站、鲁巷城市副中心，实现汉阳中心区与武昌中心区的快速直达联系，并沟通了西部和东南两大城市组群，是引导城市东西新城组群发展、支撑城市副中心建设的都市发展区轨道交通主体线路。

### 一期工程
11号线东段一期工程即原来的29号线，西起于光谷火车站，东至左岭新城，属于11号线先期建设部分。东段工程起于光谷火车站，在火车站东广场设站后沿湖口一路、高新大道、神墩一路自西向东走行，先后途径流芳片区、生物园区、光谷中心城、未来科技城，止于左岭新城，线路长19km，设站13座，均为地下线路，其中换乘站3座：光谷火车站与2号线南延线及城际铁路换乘，光谷五路站与19号线换乘，未来三路站与9号线换乘。在绕城高速以东、高新大道以北、科技一路以南围合的区域设置长岭山车辆段；在神墩一路附近设置控制中心；新建未来三路主变电所，利用2号线南延线光谷广场主变电所。轨道交通11号线东段一期于2018年10月1日开通试运营，开通初期为脱网运行，轨道交通2号线南延线开通后，本线才并入全线网。
为配合轨道交通新线联合调试，武汉地铁对8号线三期和11号线部分车站作运营组织调整。2020年8月1日至9月15日，长岭山站、未来一路站、未来三路站、左岭站4个站点暂停运营，9月16日恢复运营。

### 二期工程
11号线东段二期工程（即武昌段）位于武汉市武昌区、洪山区和东湖高新区，起于武昌火车站，经北安街、瑞景路、珞桂路、珞瑜路、光谷街和雄楚大街，止于一期工程终点武汉东站。线路全长12.6km，全部为地下线。全线共设车站7座，全部为地下站。本工程不新建车辆段（停车场）、主变电所及控制中心，共用一期工程的长岭山车辆段；共用2号线南延线光谷广场站及11号线一期工程的未来三路主变电所（备用）；共用一期工程的光谷火车站控制中心，共享工程均已预留本期工程衔接条件及接入能力。工程总投资约107.8亿元。

### 三期工程
11号线三期工程分为三段实施：
- 其中武昌段首开段自武昌火车站至白沙洲，线路长4公里，设车站2座，投资79.89亿元，项目建设工期为6年；

- 新汉阳火车站段自黄金口至新汉阳火车站，线路长2.2公里，设车站2座，投资39.01亿元，项目建设工期为6年；

- 葛店段自左岭至葛店南，起于左岭站，与11号线左岭衔接，沿高新大道一路走行，止于高新大道葛店南火车站，线路全长4.15km，均为地下线，设地下车站1座，中间风井1座。本段投资16.25亿元，项目建设工期为2年。[12]本段建成后将成为武汉首条跨市地铁线路。[13][14]武汉地铁11号线3期葛店段于2021年1月2日上午10:56开通。[15]

### 四期工程
11号线四期工程连接新汉阳火车站（又称武汉西站）和白沙洲，是支撑城市东西向垂江发展的重要轴线。线路起于新汉阳火车站（不含），连接新汉阳火车站、四新城市副中心及武昌白沙洲片区，止于11号线三期工程起点江安路站（不含）。线路全长16.2km，全地下敷设方式，设站6座（均为地下车站），其中换乘站5座。最大站间距为4661m（国博中心北站-张家湾站），最小站间距为945m（四新大道站-芳草路站），平均站间距约2.34km。四期工程续建汤山车辆段。11号线四期及三期新汉阳火车站段共用5号线张家湾主变与4号线西延线后官湖主变；利用国博生产指挥中心，在芳草路站设置与12号线间联络线。11号线初、近、远期均采用A型车6辆编组（土建预留8A），最高设计速度为100km/h。
11号线四期工程2023年10月20日正式开工，目前，6座车站已完成打围，正进行围护结构施工，绿化迁移、交通疏解、管线迁改等工作已全面展开。
2024年6月1日至6月20日，负责11号线工程建设的中铁十四局集团公司在未采取加固措施、未告知武汉局集团的情况下擅自进行盾构作业并穿越武昌站股道。事后武汉铁路监督管理局认定此构成铁路交通重大事故隐患，要求相应公司改正违法行为并处8.4万元罚款。

## 车站

长岭山站站台
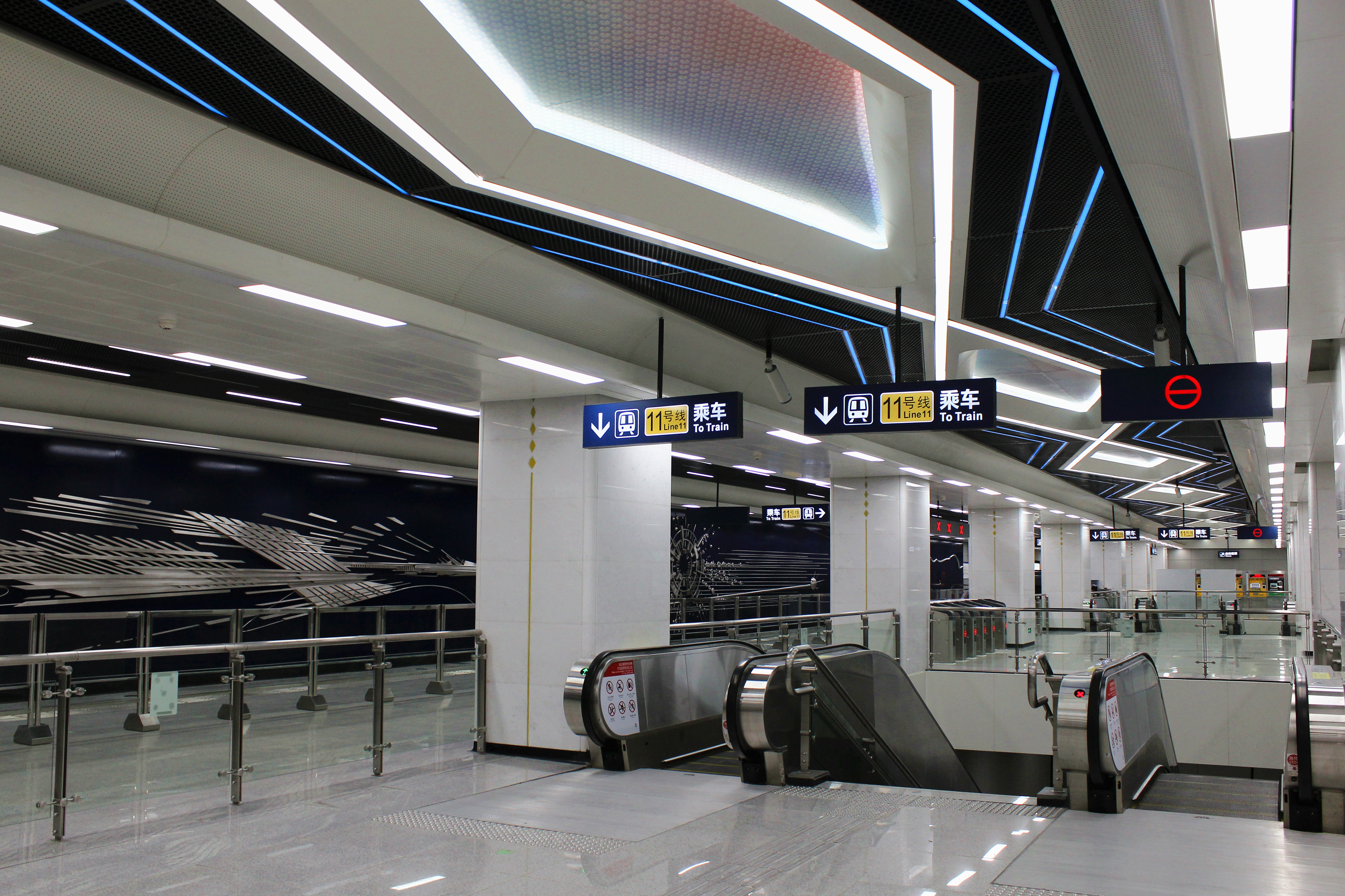
光谷火车站站厅
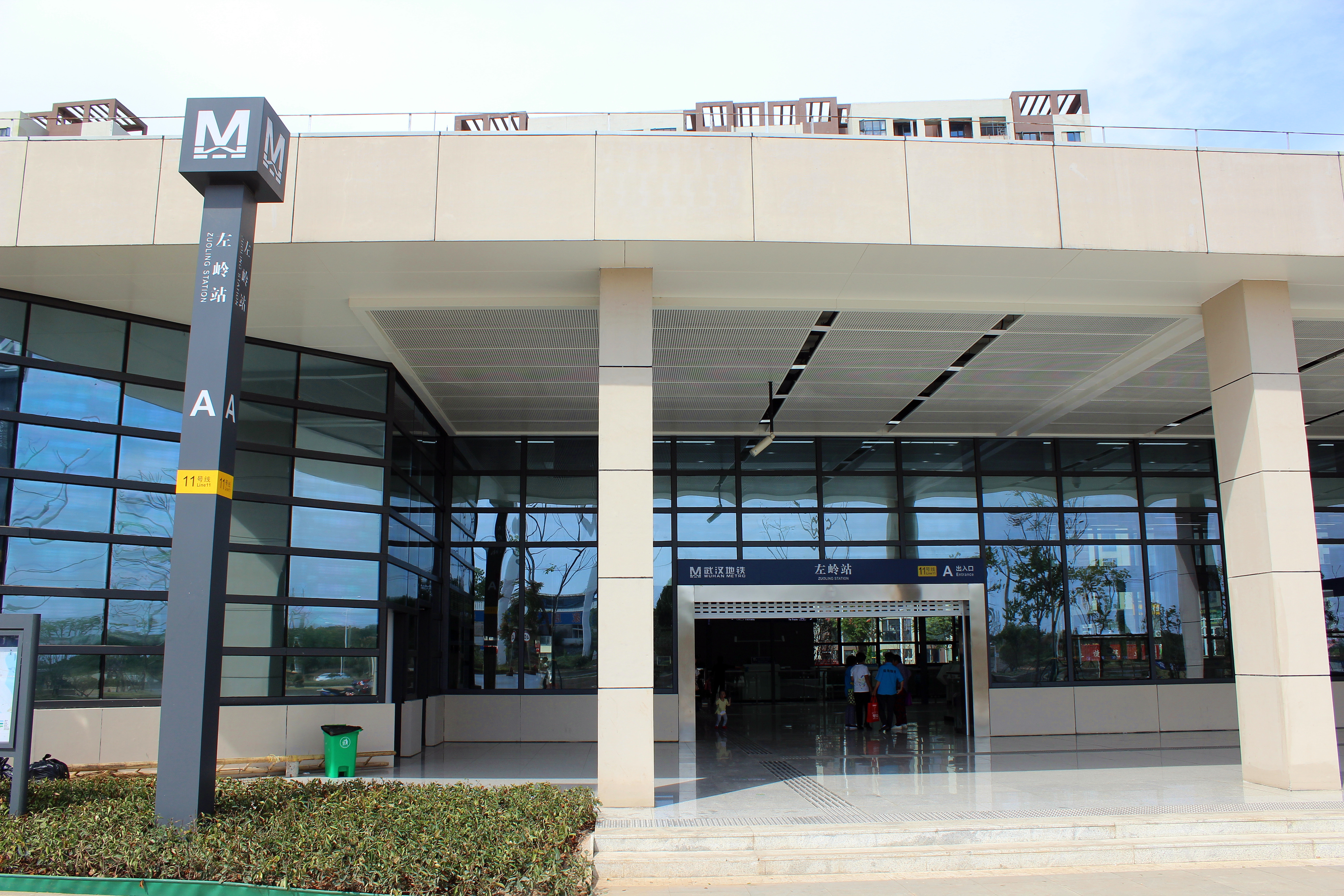
左岭站站房
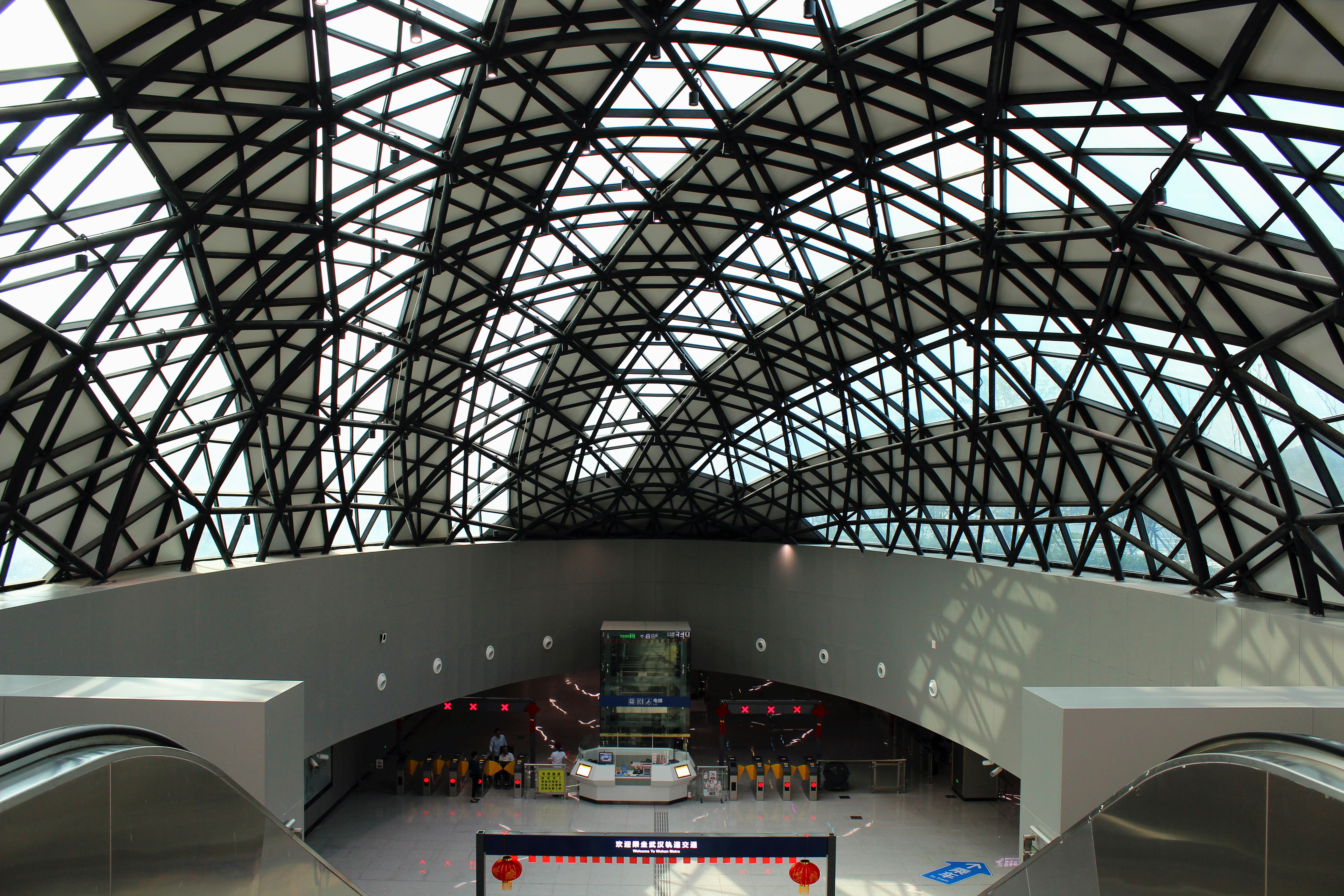
光谷七路站站厅

| 武汉轨道交通11号线车站列表 |                                        |           |         |        |            |                                         |              |                 |
| 中文站名                   | 英文站名                               | 站间距/km | 里程/km | 所在地 | 所在地     | 换乘线路                                | 车站形式     | 启用日期        |
| 黄金口                     | Huangjinkou                            |           |         | 武汉市 | 汉阳区     | █ 4号线                                 | 地下岛式月台 | 已批复， 未开工 |
| 武汉西站                   | Wuhan West Railway Station             |           |         | 武汉市 | 汉阳区     |                                         | 地下岛式月台 | 已批复， 未开工 |
| 汤山                       | Tangshan                               |           |         | 武汉市 | 汉阳区     |                                         | 地下岛式月台 | 建设中          |
| 四新大道                   | Sixin Boulevard                        |           |         | 武汉市 | 汉阳区     | █ 3号线                                 | 地下岛式月台 | 建设中          |
| 芳草路                     | Fangcao Road                           |           |         | 武汉市 | 汉阳区     | █ 12号线                                | 地下岛式月台 | 建设中          |
| 梅林                       | Melin                                  |           |         | 武汉市 | 汉阳区     | █ 10号线                                | 地下岛式月台 | 建设中          |
| 国博中心北                 | North International Expo Center        |           |         | 武汉市 | 汉阳区     | █ 6号线                                 | 地下侧式月台 | 建设中          |
| 江国路                     | Jiangguo Road                          |           |         | 武汉市 | 武昌区     |                                         | 地下侧式月台 | 建设中          |
| 江安路                     | Jiang'an Road                          | N/A       | 0       | 武汉市 | 武昌区     |                                         | 地下岛式月台 | 2024/12/27      |
| 紫阳湖                     | Ziyanghu                               | 1.341     | 1.341   | 武汉市 | 武昌区     | 复兴路站： █ 4号线、 █ 5号线            | 地下岛式月台 | 2024/12/27      |
| 武昌站东广场               | East Square of Wuchang Railway Station | 2.495     | 3.836   | 武汉市 | 武昌区     | █ 12号线 武昌火车站： █ 4号线、 █ 7号线 | 地下岛式月台 | 2024/12/27      |
| 丁字桥                     | Dingziqiao                             | 1.294     | 5.130   | 武汉市 | 武昌区     |                                         | 地下岛式月台 | 2024/12/27      |
| 马房山                     | Mafangshan                             | 2.008     | 7.138   | 武汉市 | 洪山区     | █ 8号线                                 | 地下岛式月台 | 2024/12/27      |
| 虎泉                       | Huquan                                 | 1.875     | 9.013   | 武汉市 | 洪山区     | █ 2号线                                 | 地下岛式月台 | 2024/12/27      |
| 武汉体育学院               | Wuhan Sports University                | 1.274     | 10.287  | 武汉市 | 洪山区     |                                         | 地下岛式月台 | 2024/12/27      |
| 光谷广场                   | Optics Valley Square                   | 2.330     | 12.617  | 武汉市 | 东湖高新区 | █ 2号线                                 | 地下岛式月台 | 2024/12/27      |
| 关山大道                   | Guanshan Boulevard                     | 1.884     | 14.501  | 武汉市 | 东湖高新区 |                                         | 地下岛式月台 | 2024/12/27      |
| 武汉东站                   | Wuhandong Railway Station              | 2.332     | 16.833  | 武汉市 | 东湖高新区 | █ 2号线                                 | 地下岛式月台 | 2018/10/01      |
| 湖口                       | Hukou                                  | 1.468     | 18.301  | 武汉市 | 东湖高新区 |                                         | 地下岛式月台 | 2018/10/01      |
| 光谷同济医院               | Tongji Hospital                        | 1.940     | 20.241  | 武汉市 | 东湖高新区 |                                         | 地下岛式月台 | 2018/10/01      |
| 光谷生物园                 | Guanggushengwuyuan                     | 1.420     | 21.661  | 武汉市 | 东湖高新区 |                                         | 地下岛式月台 | 2018/10/01      |
| 光谷四路                   | Guanggu 4th Road                       | 1.075     | 22.736  | 武汉市 | 东湖高新区 |                                         | 地下岛式月台 | 2018/10/01      |
| 光谷五路                   | Guanggu 5th Road                       | 1.287     | 24.023  | 武汉市 | 东湖高新区 | █ 19号线                                | 地下岛式月台 | 2018/10/01      |
| 光谷六路                   | Guanggu 6th Road                       | 0.926     | 24.949  | 武汉市 | 东湖高新区 |                                         | 地下岛式月台 | 2018/10/01      |
| 豹澥                       | Baoxie                                 | 1.133     | 26.082  | 武汉市 | 东湖高新区 |                                         | 地下岛式月台 | 2018/10/01      |
| 光谷七路                   | Guanggu 7th Road                       | 1.067     | 27.149  | 武汉市 | 东湖高新区 |                                         | 地下岛式月台 | 2018/10/01      |
| 长岭山                     | Changlingshan                          | 2.802     | 29.951  | 武汉市 | 东湖高新区 |                                         | 地下岛式月台 | 2018/10/01      |
| 未来一路                   | Weilai 1st Road                        | 2.153     | 32.104  | 武汉市 | 东湖高新区 |                                         | 地下岛式月台 | 2018/10/01      |
| 未来三路                   | Weilai 3rd Road                        | 2.029     | 34.133  | 武汉市 | 东湖高新区 |                                         | 地下岛式月台 | 2018/10/01      |
| 左岭                       | Zuoling                                | 1.444     | 35.577  | 武汉市 | 东湖高新区 |                                         | 地下侧式月台 | 2018/10/01      |
| 葛店南站                   | Gediannan Railway Station              | 3.786     | 39.363  | 鄂州市 | 华容区     |                                         | 地下岛式月台 | 2021/1/2        |

### 换乘站
- 复兴路/紫阳湖：复兴路站是4、5号线的换乘站，位于紫阳公园西北侧，换乘方式为L形节点换乘；紫阳湖站是11号线车站，位于紫阳公园西南侧，与4、5号线之间需出站换乘。2025年7月31日，两站之间开通虚拟换乘，可持同一单程票、储值卡或乘车码在30分钟内出站前往另一站进站连续计费。[19]
- 武昌火车站/武昌站东广场：武昌火车站是4、7号线的换乘站，位于武昌站西北侧，换乘方式为站厅换乘；武昌站东广场站是11号线车站，位于武昌站东广场，与4、7号线之间需出站换乘。2025年7月31日，两站之间开通虚拟换乘，可持同一单程票、储值卡或乘车码在30分钟内出站前往另一站进站连续计费。[19]
- 马房山：8、11号线的换乘站。换乘方式为L形节点换乘。
- 虎泉：2、11号线的换乘站。换乘方式为通道换乘。
- 光谷广场：2、11号线的换乘站。换乘方式为站厅换乘。
- 武汉东站：2、11号线的换乘站。换乘方式为T形节点换乘。
- 光谷五路：11、19号线的换乘站。换乘方式为十字节点换乘。

## 票务规定
- 计价方式：按里程限时计费。
- 计价标准：起价2元可乘坐4公里，3元可乘坐8公里，4元可乘坐12公里，5元可乘坐18公里，6元可乘坐24公里，7元可乘坐32公里，8元可乘坐40公里，9元可乘坐50公里，50公里以上每增加1元可多乘坐20公里。具体的计费标准可参见下表：

|  |  |  |  |  |  |  |  |  |

- 乘车限时：每次进闸到出闸限240分钟。
- 乘车优惠：使用武汉通卡享受9折优惠。
- 支付方式：乘客可通过扫描“支付宝”“微信”“云闪付”“Metro新时代”等手机应用内的地铁乘车码乘坐武汉地铁；以及通过具备闪付功能的银联银行卡、交通联合卡和武汉通（以上三款均含手机NFC版本）刷卡乘车。
- 定期票：分为1、3、7日定期票，每张价格分别为18元、45元、90元。
  - 实体定期票：购买时每张票另收押金20元，乘客可在地铁各车站客服中心办理定期票的购买和退票等业务。1日票为发售时间起至当日运营时间结束，3日票为当日发售时间起至第3日运营时间结束，7日票为当日发售时间起至第7日运营时间结束。
  - 电子定期票：电子定期票在“Metro新时代”手机应用内购买。1日票为激活后24小时内，3日票为激活后72小时内，7日票为激活后168小时内有效。

## 行车安排

### 运行交路
11号线目前所有列车采用单一交路的运营方式，即所有列车均运行全程。

### 首末班车时间
- 武汉地铁首末班车时间

## 使用列车
- 列车编组中的M表示动车，Tc表示带驾驶室的拖车。

| 列车名称与型号             | 列车生产厂商                              | 列车编组                 | 列车制造年代 | 列车编号  | 列车总数 | 转向架型号 （动车 / 拖车） | 牵引电动机 生产厂商，型号与类型           | 牵引逆变器 生产厂商，型号与类型     | 辅助电源 生产厂商，型号与类型  |
| -------------------------- | ----------------------------------------- | ------------------------ | ------------ | --------- | -------- | -------------------------- | ----------------------------------------- | ----------------------------------- | ------------------------------ |
| 列车名称与型号             | 列车生产厂商                              | 列车编组                 | 列车制造年代 | 列车编号  | 列车总数 | 转向架型号 （动车 / 拖车） | 中车株洲电机制                            | 株洲中车时代电气制                  | 株洲中车时代电气制             |
| 一期车辆 （CCD5005）       | 中车长春轨道客车 （武汉中车长客轨道车辆） | 6节A型 （Tc+M+M+M+M+Tc） | 2017 ~ 2018  | K01 ~ K12 | 12列     | CW-6010D 型 CW-6010 型     | YQ-190-26 型 鼠笼式三相异步交流牵引电动机 | t Power-TN3 (UR1/JP13) 型 IGBT-VVVF | t Power-AA6 (JR18) 型 IGBT-SIV |
| 二期与三期车辆 （CCD5047） | 中车长春轨道客车 （武汉中车长客轨道车辆） | 6节A型 （Tc+M+M+M+M+Tc） | 2021 ~ 2023  | K13 ~ K34 | 22列     | 型号暂时未知               | 型号暂时未知 鼠笼式三相异步交流牵引电动机 | 型号暂时未知 IGBT-VVVF              | 型号暂时未知 IGBT-SIV          |

- 一期车辆全列外观
- 一期车辆外观
- 一期车辆LCD动态线路图
- 一期车辆车厢内饰
- 一期车辆转向架与受流器

11号线一期工程配车12列，列车由中车长春轨道客车股份有限公司和武汉地铁集团联合设计；其中有6列车在位于黄陂区的武汉中车长客轨道车辆有限公司生产，另外6列车则在中车长春轨道客车长客路基地（总部）生产。列车最高运行速度为100公里/小时，头部采用流线型设计风格。客室内车顶采用“蓝天白云”照明方案，与21号线所使用车型的设计相同。客室LCD电视采用24寸显示屏，相比早期线路使用产品尺寸更大。首列列车已于2017年8月9日下运抵武汉，并转运到长岭山车辆段。

## 事件
本线穿越武昌火车站股道群的盾构在2024年6月施工时，因建设方中铁十四局集团在未采取铁路注浆加固等措施、未告知铁路运输企业情况下擅自施工，在2024年12月被国家铁路局武汉铁路监督管理局罚款8.4万元人民币。